# Carlos de la Válgoma
Carlos de la Válgoma y Díaz-Varela (f. 1982) fue un periodista español.

## Biografía
Realizó estudios en la universidad de El Escorial, donde coincidió con Dionisio Ridruejo o Antonio Tovar. Combatió en la Guerra civil con el Bando sublevado. Posteriormente se dedicaría al periodismo. Llegaría a ser director de los diarios F.E. de Sevilla y La Voz de España en San Sebastián. También ejerció como director técnico de la Prensa del Movimiento, en Madrid. Fue autor de Mola o la vocación de servicio, una obra hagiográfica sobre el general Emilio Mola.
Falleció en Madrid el 15 de abril de 1982.